# Kirby Krackle
Kirby Krackle (també conegut com a Kirby Dots) és una convenció artística en còmics de superherois i ciència-ficció i il·lustracions similars, en la qual s'utilitza un camp d'imatges negres i pseudo- fractals per representar l'espai negatiu al voltant d'energies no especificades. Kirby Krackles s'utilitza normalment en il·lustracions d'explosions, fum, explosions dels canons de raigs, energia “còsmica” i fenòmens espacials.

## Història
L'efecte rep el nom per Jack Kirby, l'influent artista de còmics que va crear aquest dispositiu estilístic. Mentre que el Kirby Krackle en la seva forma madura va aparèixer per primera vegada en l'obra de Kirby durant 1965-1966 (en Fantastic Four i Thor), l'historiador de còmics Harry Mendryk (del Jack Kirby Museum & Research Center) ha rastrejat la primera versió del dispositiu estilístic fins a Blue Bolt nº 5 (publicat el 14 d'agost de 1940, amb data de portada octubre de 1940) de Jack Kirby i Joe Simon. Com que Joe Simon va ser l'entintador d'aquest còmic, potser va ser parcialment el responsable de l'especte del proto-Kirby Krackle. Exemples d'una forma de transició del Kirby Krackle apareixen en dues de les històries de Kirby de finals dels anys 1950: The Man Who Collected Planets de 1957 (llapis i tintes de Kirby) i The Negative Man de 1959 (tintes atribuïdes a Marvin Stein).

## Anàlisi
Jeffrey J. Kripal, professor de filosofia i autor, va escriure: 
| « | (anglès) For Kirby, the human body is a manifestation or crystallization of finally inexplicable energies—a superbody. […] What Mesmer called animal magnetism, Reichenbach knew as the blue od, and Reich saw as a radiating blue cosmic orgone becomes in Jack Kirby a trademark energetics signaled by "burst lines" and a unique energy field of black, blobby dots that has come to be affectionately known as the "Kirby Krackle" [...]. The final result was a vision of the human being as a body of frozen energy that, like an atomic bomb, could be released with stunning effects, for good or for evil. | (català) Per Kirby, el cos humà és una manifestació o cristal·lització d'energies finalment inexplicables: un superhomme. […] El que Mesmer va anomenar magnetisme animal, Reichenbach coneixia com la blue od, i Reich va veure com un orgó còsmic blau radiant es converteix en Jack Kirby en una marca comercial energètica senyalitzada per "línies de ràfega" i un camp energètic únic de punts negres i poc vistosos que s'han conegut afectuosament com a "Kirby Krackle" [ ...]. El resultat final va ser una visió de l'ésser humà com un cos d'energia congelada que, com una bomba atòmica, es podia alliberar amb efectes impressionants, per al bé o pel mal. | » |